# Kellyton
Kellyton es un pueblo ubicado en el condado de Coosa en el estado estadounidense de Alabama. En el Censo de 2010 tenía una población de 217 habitantes y una densidad poblacional de 139,73 personas por km².

## Geografía
Kellyton se encuentra ubicado en las coordenadas 32°58′45″N 86°2′5″O / 32.97917, -86.03472. Según la Oficina del Censo de los Estados Unidos, Kellyton tiene una superficie total de 2.5 km², de la cual 2.5 km² corresponden a tierra firme y (0.1%) 0 km² es agua.

## Demografía
Según el censo de 2010, había 217 personas residiendo en Kellyton. La densidad de población era de 139,73 hab./km². De los 217 habitantes, Kellyton estaba compuesto por el 68.2% blancos, el 19.82% eran afroamericanos, el 0% eran amerindios, el 0% eran asiáticos, el 0% eran isleños del Pacífico, el 9.22% eran de otras razas y el 2.76% pertenecían a dos o más razas. Del total de la población el 11.52% eran hispanos o latinos de cualquier raza.